# Glenn Sundell
Glenn Christian Sundell, född 2 januari 1972 i Österhaninge, är en svensk musiker (trummor) och grafisk formgivare. Han spelar trummor i det nykomponerande bandet Intensiven, som gjorde sin första release år 2023. Han spelade tidigare trummor i det numera nedlagda bandet Monster. Glenn var även verksam i bandet Teddybears STHLM.